# Filippo Magawly Cerati
Filippo Francesco Magawly Cerati, nato Philip Francis Magawly de Calry (Contea di Offaly, 10 dicembre 1787 – Dublino, 30 agosto 1835), è stato un politico irlandese naturalizzato italiano.
Nacque nella contea di Offaly, in Irlanda, dal conte Patrick e dalla contessa Jane O'Fullon. Alla morte del padre nel 1802, si trasferì assieme al fratello Awly a Parma, dove si era già stabilito un ramo della sua famiglia.
Il duca Ferdinando I di Borbone lo fece educare nel Collegio Lalatta. Fin da giovanissimo disimpegnò pubblici uffici durante il governo francese. Nel 1804 ereditò i beni dello zio paterno, il conte Charles Edward, colonnello dell'esercito austriaco, e nel 1808 sposò Chiara Mazzucchini di Viadana, figlia di Giuseppe e della contessa Fulvia Cerati. Alla morte del conte Antonio Cerati, zio di sua moglie, nel 1816 ne ereditò il patrimonio, assumendone anche il cognome.
Dopo la caduta di Napoleone, il governo francese cessò a Parma il 14 febbraio 1814 e venne costituito un governo provvisorio. Il prefetto si ritirò a Piacenza, che era rimasta alla Francia. Dal 9 marzo il governo provvisorio fu esteso anche a Piacenza. In base al Congresso di Vienna del 1815, i territori del ducato di Parma, Piacenza e Guastalla vennero assegnati all'imperatrice Maria Luigia, ad eccezione delle terre poste sulla riva sinistra del Po.
Papa Pio VII inviò Filippo Magawly Cerati a Parigi per una missione diplomatica volta a sondare le intenzioni degli alleati vincitori di Bonaparte. Venne invitato dall'imperatore d'Austria a recarsi a Vienna, dove ebbe colloqui con Metternich, al quale spiegò il suo piano di governo per il ducato che era stato assegnato a Maria Luigia. Partecipò al congresso di Vienna come inviato di papa Pio VII.
Il 6 giugno 1814 Metternich proclamò una reggenza provvisoria a Parma in nome di Maria Luigia e il 30 giugno nominò come commissario imperiale il conte Ferdinando Marescalchi. A lui subentrò il 6 agosto 1814, in qualità di ministro di Stato, il conte Filippo Magawly Cerati, che provvide subito alla riorganizzazione dello Stato secondo i piani già stabiliti con Metternich. Maria Luigia prese possesso effettivo del potere soltanto il 17 marzo 1816. Nominò Magawly Cerati presidente del Consiglio di Stato straordinario, giudice dell'Ordine costantiniano di San Giorgio e suo consigliere intimo di Stato. Magawly Cerati si adoperò per far realizzare diverse importanti opere pubbliche, tra cui il ponte sul Taro (progettato da Antonio Cocconcelli e costruito da una società milanese), e ottenne la restituzione a Parma di alcune delle opere d'arte asportate per volere di Napoleone Bonaparte.
Nel 1823 tornò in Irlanda e si stabilì a Dublino, dove rimase, salvo un breve viaggio a Parma nel 1828, fino alla morte avvenuta nel 1835. Era noto per essere un uomo coltissimo ed eclettico, appassionato di storia e di argomenti scientifici. Assieme a Gerolamo Gottardi, docente di farmacia all'Università di Parma, elaborò un nuovo metodo per estrarre lo zucchero dal miele. Era un ottimo conoscitore della letteratura inglese, tedesca, francese e italiana. Oltre alla sua lingua madre l'inglese, parlava correntemente l'italiano, il francese e il tedesco, e fu iscritto all'Accademia dei Filomati.
A Parma gli è intitolata via Filippo Magawly, una strada del quartiere Lubiana.